# Хуан Грис
Хуан Грис (шп. Juan Gris), чије је право име било Хосе Викторијано Гонзалез (шп. Jose Victoriano Gonzales; Мадрид, 23. март 1887 — Булоњ Бијанкур, 11. мај 1927) је био шпански сликар и графичар, значајан представник кубизма који је у току целог свог живота живео и стварао у Француској у Паризу.

## Биографија
Хуан Грис је рођен у Мадриду, 23. марта 1887. године, као тринаесто од четрнаесторо деце. Отац је водио порекло из Кастиље, а мајка из Андалузије. Бавили су се трговином и били су једна од добростојећих породица, све док нису банкротирали. Стриц је био тај који је подучавао Хуана Гриса сликарским техникама. Године 1902. започиње студије на уметничкој школи Escuela de Artes y Manufacturas у Мадриду коју напушта 1904. Док је похађао Escuela de Artes y Manufacturas цртао је за часописе Blanco y negro и Madrid Cómico.
Скоро две године је ученик сликара Хосе Марија Карбонера. Године 1906. отишао је у Француску где се настанио и остао ту до краја свог живота. У почетку је био везан за идеје које су се оформиле око Југендстила (немачка верзија Модерног стила и Нове уметности). Зарађивао је прављењем илустрација за новине и часописе. 9. априла 1909. рађа му се син, Жорж Гонзалез. 
Године 1911. појављују се његове прве уљане слике. Те године је упознао Пабла Пикаса и Жоржа Брака. Пикасо и Грис постају пријатељи и често сликају заједно на Монмартру у Паризу. Утицали су један на другога и посветили су се аналитичком кубизму. Године 1912. су се појавила прва њихова кубистичка дела. Године 1912. Грис је насликао чувену слику - Портрет Пабла Пикаса. У априлу исте године излаже своја дела у галерији Далмо у Барселони. Године 1914. године сусрео је Анрија Матиса који је његову технику учинио префињенијом. Са Браком и Пикасом је радио слике у које је укомпоновао новинску хартију и тапете - колаже. Године 1915. Грис је добио свој портрет насликан од стране његовог доброг пријатеља, Амадеа Модиљанија. У јануару 1920. године има изложбу у Златном резу у Паризу, а у фебруару у галерији Моос у Женеви. Исте године јављају се први симптоми његове болести и одлази у болницу. Умро је 11. маја 1927. године у Паризу.

## Стил
Селидбом у Париз 1906. године, окружен великим бројем врхунских уметника, Грис је добијао налете инспирације и почео је да експериментише са сликарством. Између 1912. и 1915, упознат са кубизмом, почео је да слика људске фигуре и помало мртву природу. Године 1916. почео је своју архитектонску фазу у којој је више пажње поклањао формама него боји. Стварао је дела која су стилски одговарала аналитичком и синтетичком кубизму. Познат је по коришћењу технике колажа. На њега је првенствено утицао Матис, али и Пикасо и Брак. За разлику од њих двојице, чији су радови били монохроматски, Грис је користио јарке, хармоничне боје у маниру Матиса. Сликао је мртве природе прожете лиризмом и реминисценцијама на арапско-шпански орнамент у мирно тонираној палети боја, и бизарне фигуре сферичних облика. У неким од његових слика можемо видети и трагове натурализма. За време Првог светског рата, погођен дешавањима у свету, његов стил поприма мрачнију ноту.

## Дела
- 1912.
- 1913.
- 1913.
- 1913.
- 1913.
- 1913.
- 1913.
- 1913-1914.
- 1914.
- 1914.
- 1914.
- 1914.
- 1915.
- 1915.
- 1916.
- 1916.
- 1916.
- 1916.
- 1917.
- 1918.
- 1919.
- 1919.
- 1919.
- 1919.
- 1920.
- 1920.
- 1920.
- 1921.
- 1922.
- 1925.
- 1925.
- 1926.
- 1926-1927.
- 1927.

## Критика
Многи критичари и историчари уметности су коментарисали Грисову трезвеност и оданост својој уметности, његову „мистичну чистоћу” и „аскетску мистичност”. На почетку каријере Грисова дела сu била само аналитичка студија Пикасових и Бракових дела, да би касније развио сопствени стил. Његов интелектуални приступ уметности га је начинио највећим теоретичарем међу сликарима кубизма. Сматрао је да слика није само приказ неког предмета из стварног живота, већ да уметник треба да реинтерпретира тај предмет у свом делу. Како би постигао овај ефекат, Грис се у својим делима служио различитим врстама материјала, као што су колаж и угаљ.

## Цитати
- Није млад онај који има 20 година, већ је млад онај кога погађа свака неправда на свету. (шп. Juventud no es la del que tiene veinte años. Jóven es aquel que se conmueve ante cualquier injusticia en el mundo.)

- Након свега, слика је одраз сликара. (шп. Después de todo, la pintura se ha de hacer tal como uno es.)
- Пса увек мазим левом руком, јер ако ме уједе, остаје ми десна за сликање. (шп. Siempre acaricio al perro con la mano izquierda, porque si me muerde me queda la derecha para pintar.)
- Апстрактно покушавам да учиним конкретним. (шп. Trato de hacer concreto lo que es abstracto.)

## Галерија
- Портрет Пикаса, 1912.
- Аутопортрет, 1912.
- Виолина и чаша, 1913.
- Књига, 1914-1915.
- Гитара на столу
- Виолина